# Kevin Ingreso
Kevin Ingreso (* 10. Februar 1993 in Hamburg) ist ein deutsch-philippinischer Fußballspieler.

## Karriere

### Verein
Ingreso wurde als Sohn eines philippinischen Vaters und einer deutschen Mutter in der deutschen Metropole Hamburg geboren. Er begann seine Karriere in den Jugendmannschaften des TSV Wandsetal Hamburg, der SC Concordia und des FC St. Pauli, bevor er 2007 in die Jugend des Bundesligavereins Hamburger SV wechselte.
Zur Saison 2011/12 unterschrieb Ingreso einen Profivertrag beim Hamburger SV mit Laufzeit bis zum 30. Juni 2013. Außerdem steht er parallel weiterhin im Kader der zweiten Mannschaft (U-23) und der A-Jugend (U-19), um genügend Spielpraxis zu sammeln. Zu Beginn der Saison zog sich Ingreso bei einem Testspiel gegen eine Polizeiauswahl aus Hamburg und Schleswig-Holstein einen Bänderriss im Sprunggelenk zu, als er kurz vor Schluss umknickte. Nachdem er seine Verletzung auskuriert hatte, spielte er weiterhin für die A-Jugend und vereinzelt für die zweite Mannschaft von Rodolfo Cardoso in der viertklassigen Regionalliga. Er nahm am Training von Thorsten Fink teil und reiste mit den Profis ins Wintertrainingslager.
Zur Saison 2012/13 wurde Ingreso zurück in die zweite Mannschaft versetzt und stand zunächst nicht im Kader der Profis. Nach dem Auslaufen seines Vertrages wechselte er zur Saison 2013/14 zum VfR Neumünster. Im Sommer 2015 schloss er sich für ein halbes Jahr dem Regionalligisten SV Drochtersen/Assel an, bevor er im Dezember 2015 zum philippinischen Erstligisten Ceres FC wechselte. Hier stand er bis Ende Juni 2019 unter Vertrag. Am 24. Juni 2019 wechselte er nach Thailand. Hier nahm ihn der Erstligist Buriram United unter Vertrag. Für den Verein aus Buri RamBuriram absolvierte er insgesamt 34 Erstligaspiele. Ende der Saison 2020/21 feierte er mit Buriram die Vizemeisterschaft. Zur neuen Saison wechselt er zum thailändischen Meister BG Pathum United FC. Am 1. September 2021 gewann er mit seinem neuen Verein den Thailand Champions Cup. Das Spiel gegen den FA-Cup-Gewinner Chiangrai United im 700th Anniversary Stadium in Chiangmai gewann man mit 1:0. In der Hinrunde absolvierte er zehn Erstligaspiele und wechselte zur Rückrunde auf Leihbasis zum Ligakonkurrenten Samut Prakan City FC. Am Ende der Saison 2021/22 belegte er mit dem Verein aus Samut Prakan den vorletzten Tabellenplatz und musste somit in die zweite Liga absteigen. Für SP absolvierte er elf Erstligaspiele. Nach Vertragsende bei BG ging er nach Malaysia wo er sich dem Erstligisten Sri Pahang FC anschloss. Nach zwei Spielzeiten, in denen er 31 Ligaspiele bestritt, wechselte er im Februar 2024 zum philippinischen Erstligisten One Taguig FC.
Ingreso wurde im August 2024 als Neuzugang des Oberligisten Altona 93 vermeldet.

### Nationalmannschaft
Ingreso bestritt 2008 ein Länderspiel für die deutsche U-15-Nationalmannschaft. Im Juni 2015 debütierte er dann in der Nationalmannschaft der Philippinen bei einem 2:0-Sieg in der WM-Qualifikation gegen Jemen.

## Erfolge
Buriram United
- Vizemeister: Thai League: 2019, 2020/21
- Thai League Cup: 2019 (Finalist)

Ceres–Negros FC
- Philippines Football League: 2017, 2018
- United Football League Division 1: 2016 (Vizemeister)
- United Football League Cup: 2016 (2. Platz)

BG Pathum United FC
- Thailand Champions Cup: 2021